# Maria Angelina Doukaina Palaiologina

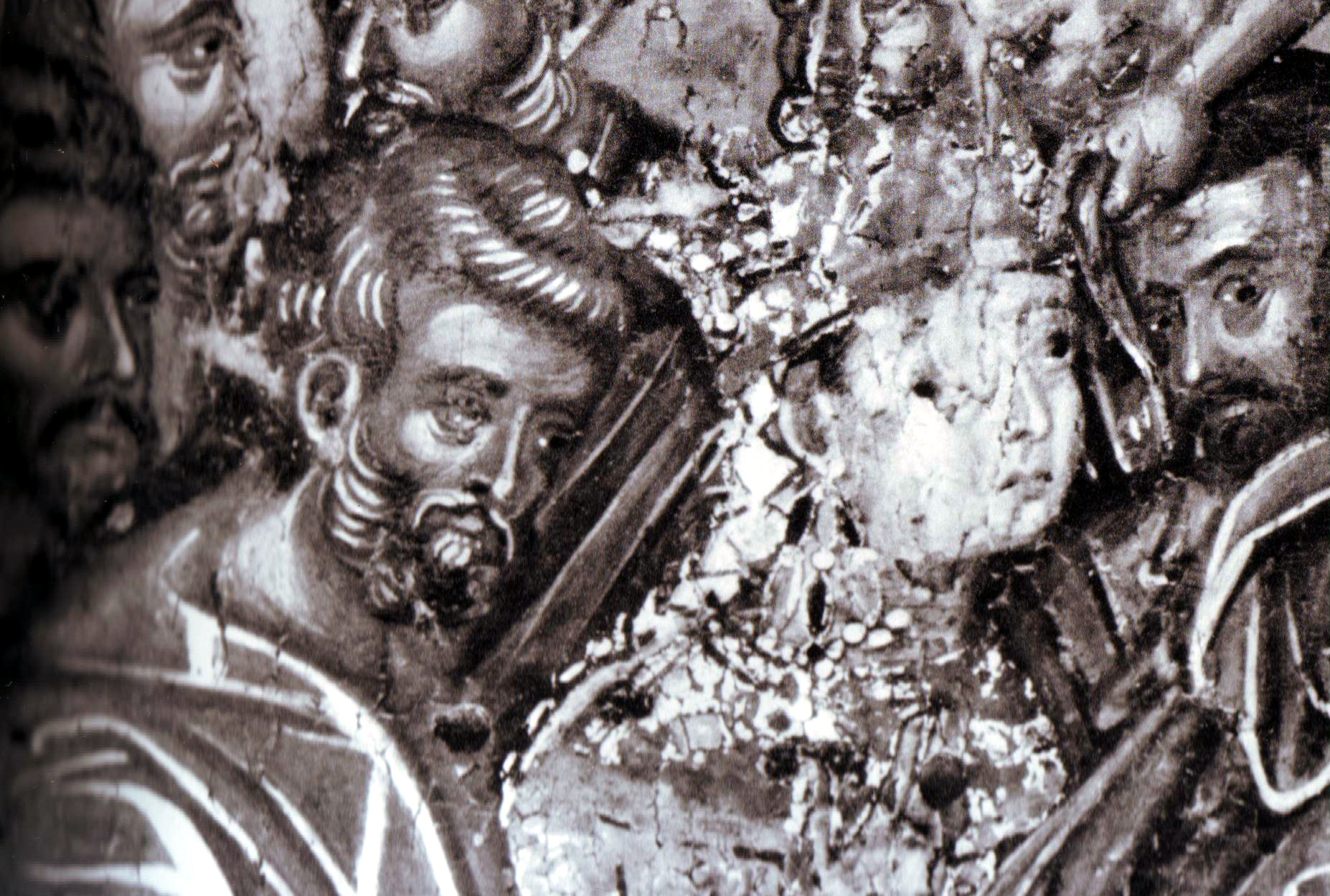
Thomas en Maria Palaiologina.

Maria Angelina Doukaina Palaiologina (Grieks: Μαρία Αγγελίνα Δούκαινα Παλαιολογίνα) (overleden op 28 december 1394) was vorstin van Epirus van 1385 tot 1386.

## Leven
Maria was een dochter van Simeon Uroš en Thomais Orsini. Haar grootouders langs moederszijde waren Giovanni Orsini van Epirus en Anna Palaiologina. In 1360 werd zij, als "onderdeel" van een vredesakkoord, door haar vader uitgehuwelijkt aan Thomas II Preljubović. Deze werd, eveneens door haar vader, in 1366 aangesteld als gouverneur van Epirus in Ioannina.
Maria was erg geliefd bij haar onderdanen, maar werd door haar echtgenoot klaarblijkelijk niet met het nodige respect behandeld. Daarom was zij betrokken bij de moord op haar man op 23 december 1384. De bevolking van Ioannina begroette haar onmiddellijk als hun vorstin. Zij regeerde onder de titel basilissa, de vrouwelijke vorm van basileus (koning / keizer). Zij ontbood haar oudere broer Johannes (Jovan), die in 1373 was toegetreden tot de kloostergemeenschap van het Groot Meteoron, naar Ioannina om haar van advies te dienen in haar staatszaken. Hij gaf zijn zuster de raad te hertrouwen met Esau de' Buondelmonti, een van de "Latijnse" edellieden die sinds 1379 door Thomas II Preljubović in gevangenschap werd gehouden. Er wordt weleens beweerd dat Maria nog vóór de moord op haar man op deze nobele gevangene verliefd was geworden, en dat deze affaire de ware reden was van de moord. Wat er ook van zij, Maria trouwde met Esau in februari 1385 en leefde nog een tiental jaar. Zij overleed op 28 december 1394.
De Kroniek van Ioannina, die erg vijandig stond tegenover haar echtgenoot, schrijft vol lof over Maria. De Byzantijnse geschiedschrijver Laonikos Chalkokondyles suggereert echter dat zij een trouweloze echtgenote van bedenkelijk moreel allooi was. Beide berichten kunnen vooringenomen zijn.

## Kinderen
Uit geen van haar beide huwelijken zijn overlevende kinderen bekend.